# Бруто национална срећа
Бруто национална срећа је концепт који је настао 1972. године у Бутану као идеја тадашњег бутанског краља. Бутан је тада још био затворена земља на падинама Хималаја. Идеја представља противтежу бруто националном производу као индикатору развоја који указује само на економску компоненту развоја. Бруто национална срећа је концепт и потенцијални индикатор у оквиру кога се врше истраживања квалитативног типа у виду упитника. У тим упитницима се испитаницима поставља мноштво питања у вези њиховог задовољства животом, а резултате је могуће комбиновати и са квантитативним индикаторима. Постоји неколико варијанти индекса среће који су предмет истраживања и међународних конференција на ову тему.

## Индекс среће
Бруто национална срећа спада у групу алтернативних индикатора развоја. Сложени индикатори се називају индекси, као што је индекс људског развоја или индекс сиромаштва. Ови индекси су приликом настанка већ имали задатак да надокнаде недостатке бруто националног производа. Индекс стварног напретка има исти задатак, али је сувише сложен пошто се његова једноставнија варијанта састоји из тридесетак компоненти. Идеја о срећи као развојном циљу човека је изузетна сама по себи, али се суочава са потешкоћом дефинисања среће с обзиром да она у моногоме зависи од културног контекста, због чега се културној димензији и разноликости придаје посебна пажња. Упркос овим потешкоћама постоје покушаји да се израчуна индекс среће - у Холандији постоји Светска база среће, а у Великој Британији постоји организација под именом Нова фондација за економију која је израчунала индекс среће за скоро све државе света и рангирала их по нивоу среће.

## Идеја бруто националне среће
Концепт бруто националне среће је потекао из Будизма, али се посматра као универзална идеја и на међународним конференцијама које се одржавају и на којима су присутни учесници из свих делова света, присутна је и идеја о универзализацији бруто националне среће.

## Истраживања Центра за бутанске студије
Одређене су четири основне компоненте бруто националне среће:
- културна димензија
- равноправан економски развој
- добро управљање
- заштита животне средине

И девет области истраживања релевантних за срећу становништва:
- психолошко благостање
- здравље
- употреба времена и склад
- образовање
- културна разноликост
- добро управљање
- живот у заједници
- екологија
- животни стандарди

## Међународне конференције о бруто националној срећи
Досада је одржано пет међународних конференција о брутно националној срећи са следећим темама:
- 2004. године у Бутану - Операционализација бруто националне среће[3]
- 2005. године у Канади - Преиспитивање друштвеног развоја[4]
- 2007. године на Тајланду - Ка глобалној трансформацији: различитост погледа[5]
- 2008. године у Бутану - Пракса и мерење бруто националне среће[6]
- 2009. године у Бразилу - Бруто национална срећа у пракси[7]

Након пет одржаних међународних конференција Бутан је предложио резолуцију Уједињених нација 65/309 са називом "Срећа: ка свеобухватном приступу развоју" (Happiness: Towards a Holistic Approach to Development) коју је подржало 68 других држава чланица УН. Резолуција је усвојена на 65. седници Генералне скупштине Уједињених нација 19. јула 2011. године. У априлу 2012. је одржана међународна конференција под окриљем Уједињених нација на којој је било око 800 учесника, међу којима и генерални секретар УН.